# Siège de Corroy
 (octobre 2019).
Neuvième guerre d'Italie
Batailles
Campagne militaire dans le Brabant (1542-1543): 
Siège de Hoogstraten - Bataille de Brasschaat - siège de Landrecies (1543)
Le siège du château de Corroy (juillet-août 1542) s'inscrit dans le cadre des opérations militaires menées dans le Brabant, par l'armée des duchés de Clèves et de Gueldre, dressés contre le Saint Empire. Ces actions se situent au cœur de la neuvième guerre d'Italie.

## Contexte
La huitième guerre d'Italie terminée, ne mit pas pour autant un terme au conflit existant entre Charles Quint et François Ier. Elle laissa la place à des relations prudentes, aucun des deux monarques n'était satisfait par la conclusion de la guerre. François Ier continuait de convoiter le duché de Milan alors que Charles Quint souhaitait que le roi de France se conforme aux termes du traité de Madrid, qui avait été imposé à François Ier durant sa captivité en Espagne à la suite de la sixième guerre d'Italie. D'autre part, les prétentions territoriales de Charles Quint sur la Bourgogne et celles de François Ier sur Naples et les Flandres sont également des points de discorde. François Ier déclara donc de nouveau la guerre à Charles-Quint ; avec un nouvel allié, le duc de Clèves, qui était en dispute avec l’empereur pour la possession du duché de Gueldres. Cinq armées furent formées en quelques mois. L’une, sous les ordres du duc de Lorraine, devait agir dans le Luxembourg; la seconde, commandée par le Dauphin, marcha sur les frontières d’Espagne; la troisième, conduite par le duc de Vendôme, opérait en Flandre; la quatrième, confiée à l’amiral Annebaut, occupait le Piémont, enfin le Brabant fut le théâtre de la dernière. Celle-ci était composée en grande partie des troupes de Clèves commandées par Martin Van Rossum, maréchal de Gueldre.

## Opérations militaires

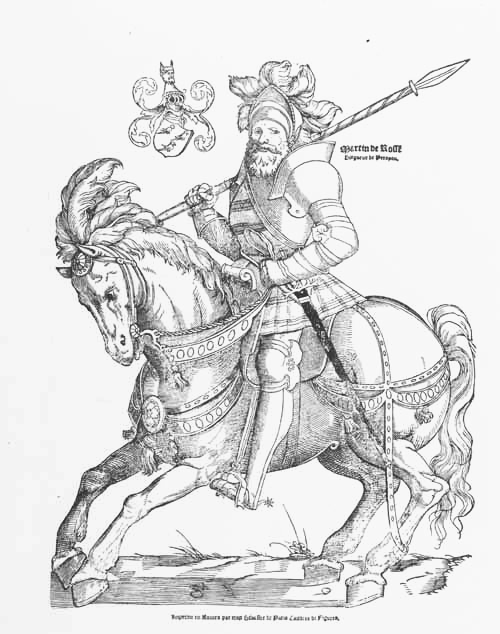
Maarten van Rossum en harnois de bataille.

Tandis que le roi de France, en personne, investissait la place forte de Landrecies, les troupes de son allié dirigées par Van Rossum, mettaient le siège devant Corroy, dont le château était défendu par Étienne Cousin, un militaire franc-comtois. Van Rossum disposait d'une armée forte d'environ 15 000 hommes et était dans une stratégie de pillage systématique des villes et villages du Brabant ; certains secteurs comme celui de Bois-le-Duc, fut pillé plusieurs fois. Après avoir saccagé le village, il entreprit le siège du château. Avec seulement une centaine d'hommes, dont une partie étaient des villageois réfugiés au château, Cousin va tenir plusieurs semaines. Ne pouvant compter que sur ses forces, puisqu’il ne recevait pas de secours, Étienne Cousin perdit la place et la vie au mois d'août 1542,  En effet, les troupes de Van Rossum réussirent à brûler la porte du château et une fois dans la place tuèrent de sang froid la centaine d'occupants,. En 1552, dans son ouvrage Description de la Franche-Comté, Gilbert Cousin écrira sur son défunt frère Étienne : « C'était, je le jure, un homme digne d’un meilleur sort »).
L’année suivante, Charles Quint résolut de réparer ce désastre et d’en tirer une vengeance exemplaire. Il lança une attaque sur le territoire du duc de Clèves qui dut se retirer devant ses forces supérieurs en nombre et investit la ville de Düren. Le duc de Clèves, vaincu, ne dut la restitution de ses états qu’à l’abandon de son alliance avec François Ier.